# Diga del lago Bianco Nord
La diga del lago Bianco Nord chiamata anche diga del Bernina Nord o diga dell'Arlas è una diga a gravità situata in Svizzera, nel Canton Grigioni nei pressi del passo del Bernina.

## Descrizione
Ha un'altezza di 15 metri e il coronamento è lungo 280 metri. Il volume della diga è di 7.000 metri cubi.
Il lago creato dallo sbarramento, il lago Bianco ha un volume massimo di 18,6 milioni di metri cubi, una lunghezza di 3 km e un'altitudine massima di 2234 m s.l.m. Lo sfioratore (situato presso la diga sud) ha una capacità di 80 metri cubi al secondo.
Le acque del lago vengono sfruttate dall'azienda Rätia Energie di Brusio.

Un tempo sul passo del Bernina esistevano già due laghi: il Lago Bianco ed il Lago della Scala che, con la costruzione delle due dighe: la diga del lago Bianco Sud e la diga del lago Bianco Nord si sono uniti formando l'attuale lago Bianco.

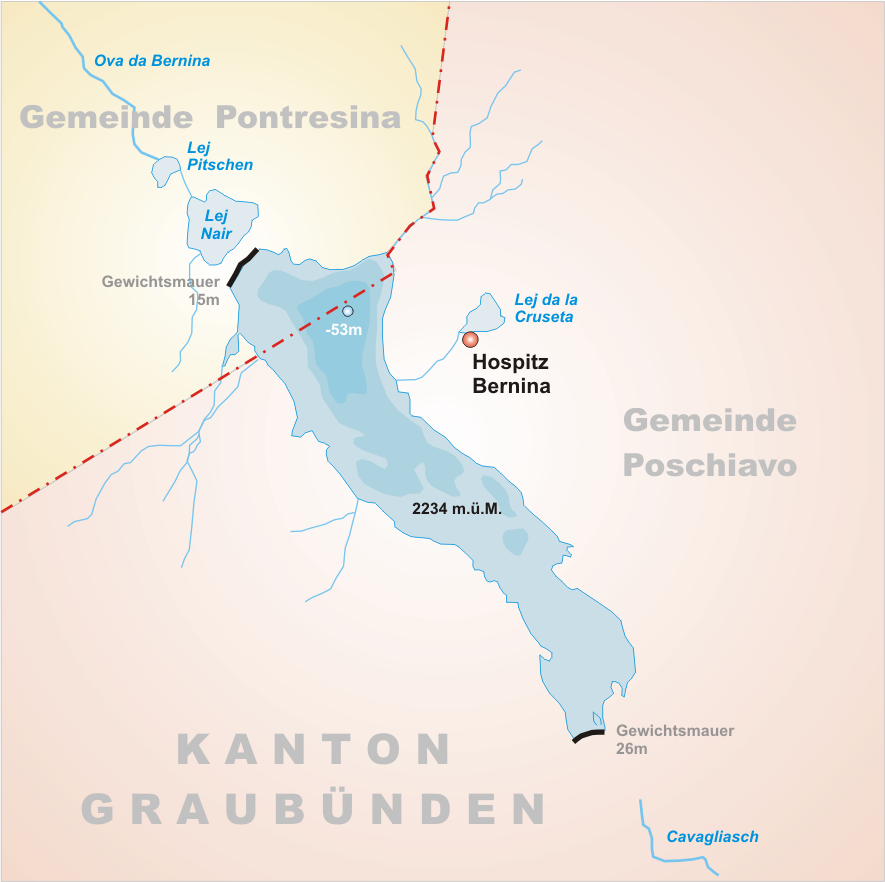
Mappa del lago, la diga è quella a nord